# Дженніфер Стоун
Дженніфер Ліндсей Стоун (англ. Jennifer Lindsay Stone; нар. 12 лютого 1993, Арлінгтон, Техас, США) — американська акторка, співачка і медсестра. Найбільш відома роллю Гарпер Фінкл з телесеріалу «Чарівники з Вейверлі Плейс» (2007—2012).

## Біографія та кар'єра
Народилася в Арлінгтоні (штат Техас, США). У 6 років почала грати в місцевих театрах. У 8 років підписала контракт з агентством.
У 2003 році зіграла Марту у фільмі «Старі леви», за цю роль була номінована на премію «Молодий актор».
У 2007 році отримала роль Гарпер Фінкл в телесеріалі «Чарівники з Вейверлі Плейс». В серіалі  знімалася до його завершення в 2012 році. У 2009 році вона знялася у фільмі «Чарівники з Вейверлі Плейс».
У 2011 році вийшов фільм «Погані дівчата 2», в якому Стоун зіграла роль Еббі Ганновер. Крім зйомок у кіно, вона також займається озвучуванням.
У березні 2013 року їй діагностований «латентний аутоімунний діабет», також іноді званий діабетом 1,5 типу. У той час вона перервала акторську кар'єру заради навчання в університеті, спочатку навчаючись психології, а потім опанувала сестринську справу, щоб краще зрозуміти свою хворобу. 
У грудні 2019 року закінчила школу медсестер. 7 квітня 2020 року Дженніфер Стоун повідомила, що офіційно стала зареєстрованою медсестрою і «готова приєднатися» до медичних працівників, які борються з пандемією COVID-19 після того, як вступила на посаду медсестри.

## Вибрана фільмографія
| Рік       |    | Українська назва                         | Оригінальна назва                   | Роль            |
| --------- | -- | ---------------------------------------- | ----------------------------------- | --------------- |
| 2003      | ф  | Старі леви                               | Secondhand Lions                    | Марта           |
| 2004      | с  | Лінія вогню                              | Line of Fire                        | Лілі О'Доннелл  |
| 2005      | с  | Доктор Хаус                              | House, M.D.                         | Джессіка Сіммс  |
| 2005      | с  | Без сліду                                | Without a Trace                     | Бріттані        |
| 2009      | мф | Татовикрадення                           | Dadnapped                           | Деббі           |
| 2009      | тф | Чарівники з Вейверлі Плейс               | Wizards of Waverly Place: The Movie | Гарпер Фінкл    |
| 2009      | мс | Фінеас і Ферб                            | Phineas and Ferb                    | Аманда          |
| 2010      | тф | Шпигунка Херріет: Війна блогів           | Harriet the Spy: Blog Wars          | Геррієт         |
| 2011      | ф  | Погані дівчата 2                         | Mean Girls 2                        | Еббі Ганновер   |
| 2007—2012 | с  | Чарівники з Вейверлі Плейс               | Wizards of Waverly Place            | Гарпер Фінкл    |
| 2012      | с  | Два короля                               | Pair of Kings                       | Присцилла       |
| 2011—2012 | с  | Генератор Рекс                           | Generator Rex                       | Беверлі Голідей |
| 2012—2013 | с  | Смертельні казки                         | Deadtime Stories                    | няня            |
| 2013      | с  | Тіло як доказ                            | Body of Proof                       | Ганна Бенкс     |
| 2013      | тф | Повернення чарівників: Алекс проти Алекс | The Wizards Return: Alex vs. Alex   | Гарпер Фінкл    |
| 2013      | ф  | Нічого не бійся                          | Nothing to Fear                     | Мері            |
| 2013      | ф  | Голлі, Джинглс і Клайд                   | Holly, Jingles and Clyde            | акторка         |
| 2014      | ф  |                                          | Cavegirl the Movie                  |                 |